# True Faith
True Faith is een nummer van de  Britse band New Order. Het verscheen als nieuw nummer op hun verzamelalbum Substance 1987. Op 20 juli dat jaar werd het nummer eerst in het Verenigd Koninkrijk en Ierland op single uitgebracht. Op 10 augustus volgden het Europese vasteland, Australië, Nieuw-Zeeland, Japan, de VS en Canada.

## Achtergrond
"True Faith" werd in diverse landen een grote hit, waaronder in thuisland het Verenigd Koninkrijk, waar de 4e positie in de UK Singles Chart werd behaald. In Ierland werd de 5e positie bereikt, Australië de 8e, Nieuw-Zeeland de 4e, de VS de 32e, Canada de 53e, Duitsland de 8e, Zwitserland de 13e en in de Eurochart Hot 100 de 17e positie.  
In het Nederlandse taalgebied was het succes bescheidener. Hoewel de plaat regelmatig werd gedraaid op Radio 3, behaalde deze geen notering in de Nederlandse Top 40 en de Tipparade. Wél werd de 59e positie behaald in de Nationale Hitparade Top 100. In de Europese hitlijst op Radio 3, de TROS Europarade werd geen notering behaald, aangezien deze lijst op donderdag 25 juni 1987 voor de laatste keer werd uitgezonden.
In België bereikte de plaat de 33e positie in de voorloper van de Vlaamse Ultratop 50 en de 23e positie in de Vlaamse Radio 2 Top 30. In Wallonië werd geen notering behaald.

## Tracklijst
7"-single
1. "True Faith" - 4:10
2. "1963" - 5:35

12"-single
1. "True Faith" - 5:53
2. "1963" - 5:55